# Sea Devils (cómic)
Los Sea Devils (Los Demonios Marinos) es un equipo de aventureros creados por la editorial DC Comics. Su característica, al igual que los Challengers of the Unnown, es que es un equipo de héroes aventureros sin poderes. Sus aventuras se centran en la búsqueda de lo desconocido, aunque en este caso, se basan en aventuras del fondo oceánico y sus grandes misterios fueron creados por el escritor y editor de DC Comics Robert Kanigher y el dibujante Russ Health, y su primera aparición fue en las páginas de Showcase Vol. #27 (agosto de 1960). Logró ganar su propia serie poco tiempo después.

## Biografía fictica del equipo
El equipo fue presentado originalmente en las páginas de Showcase Vol. #27 (agosto de 1960), y reaparecerían en el #29. Posteriormente obtuvieron su propia serie en solitario, que duró 35 números entre (1961 Y 1967).
El equipo estaba formado por su líder, Dane Dorrance, Biff Bailey, Judy Walton (la novia de Dane) y Nicky Walton (el hermano menor de Judy). Durante un crossover con los Challengers of the Unknown (Challengers of the Unknown Vol. 1 #51) lucharon contra un grupo criminal conocido como Scorpio. El equipo también tendría aliados afiliados llamados los Sea Devils international, de los cuales sus miembros incluyeron a: Molo de África, Sikki de la India, y Miguel de Sudamérica. También a veces se asocianban con un ser anfibio maldecido, de piel verde al cual llamaron como Hombre-pez (Juan Vallambrosa) y un grupo de estudiantes de buceo llamados los Tadpoles.
Pasarían más de diez años tras la cancelaciónd e su serie mensual, sin embargo, el equipo reaparecería luego de ser parícipes en la derrota de una invasión alienígena en las páginas de Showcase Vol. 1 #100 (mayo de 1978). Posteriormente, Dane y Judy (ahora casados), ayudarían a Christopher Chance (conocido como Human Target) hecho relatado en las páginas de la Detective Comics Vol. 1 #486 (octubre-noviembre de 1979).
De los Sea Devils (solamente Dane generalmente) fue miembro activo con el equipo de héroes conocido como los Héroes Olvidados.
Los Sea Devils también han ayudado a otros personajes de DC Comics, como cuando ayudaron a Aquaman en alianza con unos Apelliaxianos a detener la amenaza de otra raza alienígena, los "Mercury", además, cuentan con la participación del aventurero conocido como Cave Carson, iendo una historia cronológicamente temprana a inicios de la carrera como equipo.
Los Sea Devils volverían a aparecer en la saga conocida como "Aquaman: Sword of Atlantis" #42, como guardias paramilitares de facto de Windward Home. Jim Lockhart alias Torpedo Rojo, y Elsa Magnusson, viuda de Mark Merlin, (el conocido como Prince Ra-Man) aparecen como administradores de Windward. Los Sea Devils brevemente aparecieron en Crisis Final de Grant Morrison, donde fueron mostrados ayudando a una versión de Aquaman de un universo alterno en su lucha contra Ocean Master. Los Sea Devils hicieron su aparición más reciente al final de la historia conocida como Justice League: Cry for Justice, donde ayudan a Wally West y a Jay Garrick a desactivar un dispositivo explosivo masivo implantado por el supervillano Prometeo.

### Los Nuevos 52/DC Renacimiento
El reboot de la continuidad del Universo DC (Los Nuevos 52) trajo de vuelta también a los Sea Devils (aunque solamente presentando a Dane Dorrance, a Nick  y Judy Walton), donde son retratados como "ecoterroristas".

## Otras Versiones

### Convergencia
Dan Dorrance en uno de estos mundos traídos por Brainiac, aparece como director de Laboratorios S.T.A.R., en la ciudad de Metrópolis. Cuando la ciudad es tomada y encapsulada en una cúpula extraterrestre y el puerto de la ciudad está contaminado, Dorrance supervisa a Aquaman que se dirige a Laboratorios S.T.A.R. para buscar una de sus necesidades acuáticas. Aquaman no confía en los empleados de Dorrance. A pesar de esto, un año después, una fuerza del más allá proveniente de la zona exterior de la cúpula envían una máquina para matar casi inmortal llamada Deathlow, Aquaman y Dorrance, junto con sus empleados, se ven obligados a enfrentarloy combatirlo, suyugando a la amenaza. Muchos de los empleados de Dorrance mueren. Esto cimenta la lealtad de Aquaman, perdonandolo por todas las disputas pasadas.

### Universo Tangente
El desaparecido sello editorial de DC Comics, Tangent Comics, en el año de 1997 publicó un título llamado Sea Devils, que fue escrito por Kurt Busiek. En esta realidad alterna, los Sea Devils son peces mutados como humanos normales por la radicación en un intercambio atómico entre los Estados Unidos y Cuba, donde se produjo un accidente nuclear que destruyó la mayor parte de Florida y Georgia. La ciudad de estos Sea Devils se llama Shaligo, que fue construia sobre las ruinas de Macon, Georgia, y es gobernada por un Red Sea Devil carismático conocido como Ocean Master